# Mateja Kežman
Mateja Kežman (em sérvio: Матеја Кежман; Belgrado, 12 de abril de 1979) é um ex-futebolista sérvio que atuava como atacante.

## Carreira

### Partizan e PSV Eindhoven
Desde 1996, já servia as Seleções de base da então República Federal da Iugoslávia, entre Sub-18, Sub-21 e Sub-23. Após passar por quatro clubes locais, despontou no Partizan. Em duas temporadas, foi campeão iugoslavo na primeira (1998-99) e artilheiro da segunda (1999–2000), na qual foi eleito também o melhor jogador do torneio - vindo a estrear em maio de 2000 pela Seleção Iugoslava adulta. Na ocasião, marcou gol em vitória de 2–0 sobre a China, acabando por ser convocado à Eurocopa daquele ano mesmo sem ter participado das Eliminatórias; o veterano Dejan Savićević, lesionado no mesmo mês, pedira ele próprio dispensa da convocação para dar oportunidade a mais jovens.
Na Euro, contudo, Kežman ficou marcado negativamente ao ser expulso apenas 90 segundos depois de entrar em campo, na segunda rodada, contra a Noruega. Recuperou-se com o desempenho no PSV Eindhoven, clube para o qual veio a se transferir; já em sua primeira temporada, foi artilheiro do Campeonato Neerlandês, com 24 gols em 33 jogos.
Ao todo, foram 105 gols em 122 partidas pelo PSV na Eredivisie, e 129 gols em 176 jogos no geral. Ágil e ambidestro, empreendeu recordada dupla ofensiva com Arjen Robben. Ela chegou a ser apelidada de Batman & Robin, em trocadilho com o sobrenome do colega: Kežman era o Batman, a ponto do tema musical do personagem ser utilizado no sistema de som do Philips Stadion a cada gol marcado pelo sérvio.
Em paralelo, porém, chegava a anunciar sua retirada da seleção: ainda em 2001, a Iugoslávia deixou de se classificar-se à Copa do Mundo FIFA de 2002, eliminada no grupo com Rússia e Eslovênia; para Kežman, o estopim foi empate em 2–2 com o Azerbaijão em fevereiro de 2003, a tornar complicadas as chances de classificação à Eurocopa 2004. Aquela foi precisamente a primeira partida da Sérvia e Montenegro, nome novo que o país oficializara na véspera. A nova Seleção Servo-Montenegrina, de fato, não iria àquela Euro.
Ele justificava sua decisão pelo contraste de qualidade que sentia entre a seleção e o PSV, onde chegava a ter números melhores que os de Robben. O sérvio foi artilheiro da Eredivise novamente nas temporadas de 2002–03, sendo campeão na última rodada, e de 2003–04. A dupla Kežman e Robben terminou contratada conjuntamente pelo Chelsea, em meados de 2004.

### Com destaque apenas na Seleção
Kežman integrou temporada na qual o Chelsea encerrou cinquenta anos sem vencer a primeira divisão inglesa, desde aquele que era precisamente a primeira e ainda única conquista dos Blues no torneio. Mesmo participando de todas as 38 rodadas da campanha campeã na Premier League, não conseguiu reeditar em Stamford Bridge e nos clubes seguintes sucesso comparável ao que tivera nos Países Baixos. Teve sua imagem prejudicada desde cedo por uma expulsão, vindo a marcar pelo Chelsea apenas sete gols dentre todas as competições, em 41 jogos. O marfinense Didier Drogba, que também chegou na mesma temporada, rapidamente ganhou a disputa pela titularidade e a afeição da torcida.
Seu gol mais importante foi o do título da Copa da Liga Inglesa, marcando o terceiro da vitória de 3–2 sobre o Liverpool em fevereiro de 2005; aquele foi precisamente o primeiro troféu da chamada "Era Abramovich" no Chelsea, e o primeiro em cerca de cinco anos, desde a Supercopa da Inglaterra de 2000. Mas, após uma única temporada em Londres, Kežman foi negociado com o Atlético de Madrid, admitindo que não pôde demonstrar "nem 20% do seu futebol" na Inglaterra. Apesar do insucesso a ponto de ser visto como um dos supostamente "amaldiçados" da camisa 9 no Chelsea, guarda carinho e declara não arrepender-se do que viveu lá.
Em seu novo clube, Kežman também não se consolidou plenamente, embora pudesse ser titular. Em tempos anteriores ao comando técnico de Diego Simeone, o Atleti portava-se como uma equipe de meio de tabela em La Liga, longe de classificar-se às competições europeias, além de vivenciar expressivo jejum a atravessar toda a década de 2000 no dérbi de Madrid. Kežman pôde dar mostras de qualidade justamente no clássico, com um gol de letra para enganar Iker Casillas e empatar provisoriamente em 1-1 em março de 2006, mas saindo ao fim derrotado por uma escalação praticamente reserva usada pelo Real Madrid (por 2-1) naquela ocasião. Marcou dez vezes na temporada 2005-06 entre 33 jogos de todas as competições, embora houvesse prometido 25 gols quando chegou. A principal referência ofensiva dos colchoneros seguiu sendo Fernando Torres.
Inversamente, contudo, Kežman em paralelo se destacava nas eliminatórias europeias à Copa do Mundo FIFA de 2006: foi o artilheiro da classificação da Seleção Servo-Montenegrina ao Mundial, com ela terminando na liderança do grupo. Os gols de Kežman incluíram os dois que asseguraram o regresso do país ao torneio, nas duas últimas rodadas - o do empate com a Espanha, que acabaria sujeita à necessidade de uma repescagem; e, na rodada final, o único de duelo com a Bósnia-Herzegovina, partida com tensão especial pelos recentes rancores mútuos decorrentes da Guerra da Bósnia (encerrada dez anos antes) e também por eventual vitória adversária em Belgrado significar a classificação do rival balcânico.

### Decadência

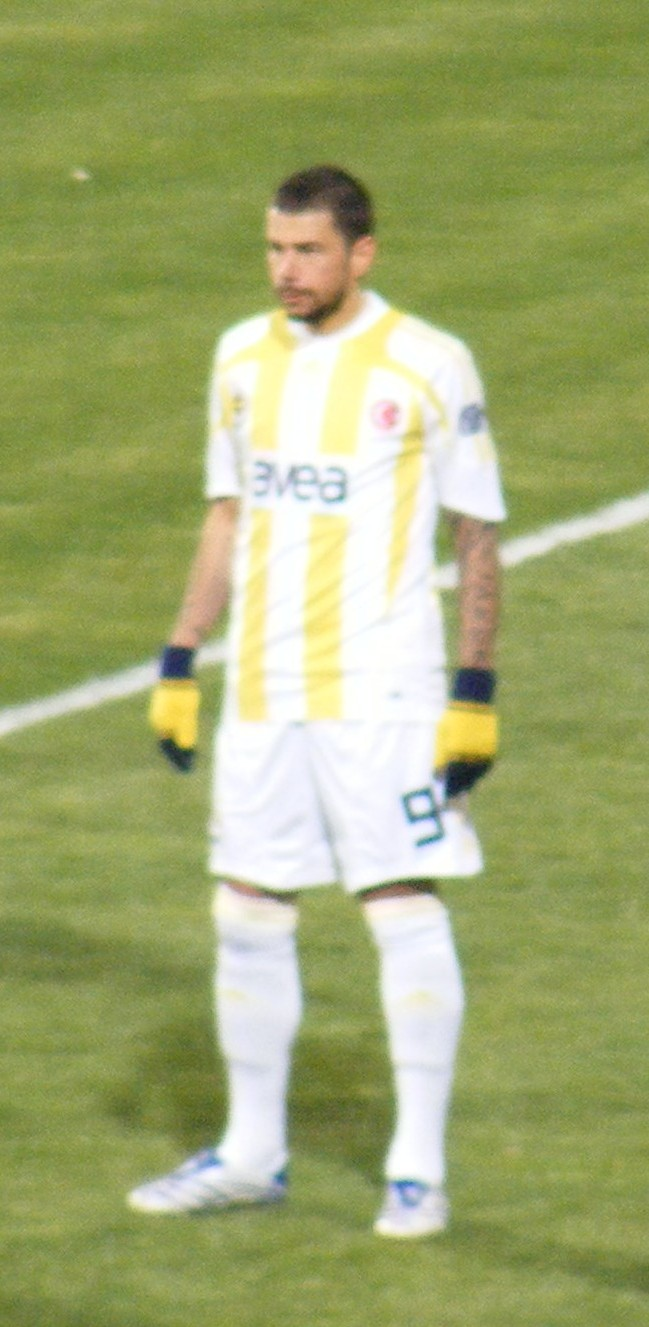
Kežman em 2008, no Fenerbahçe

Na Copa do Mundo FIFA de 2006, Kežman chegou ao chamado "grupo da morte" sob certa badalação pelo desempenho com sua seleção, mas decepcionou. Na estreia, em derrota de 1–0 para os Países Baixos, foi considerado o segundo pior servo-montenegrino em campo, terminando por ser substituído na metade do segundo tempo; na segunda rodada, foi efetivamente o pior jogador em campo na goleada de 6–0 para a Argentina, prejudicado por nova expulsão, que lhe suspendeu para a rodada final, contra a Costa do Marfim.
Ele não voltou mais a jogar partidas de seleção: a Sérvia e Montenegro havia se dissolvido antes mesmo do Mundial, a ponto de o duelo contra os marfinenses ser o último da seleção deste país, diante da eliminação consumada precocmente ainda na segunda rodada da Copa; e o atacante terminou não chamado pela Seleção Sérvia independente, ausentando-se desde a convocação inicial feita por esta, em agosto de 2006.
Após a Copa, Kežman jogou por duas temporadas no Fenerbahçe, marcando 20 gols em 46 partidas pelo campeonato turco. Foi decisivo em especial em clássico com o Beşiktaş vencido na casa adversária em maio de 2007, marcando para o time do técnico Zico o único gol do duelo a três rodadas do final, a encaminhar o título turco da temporada 2006-07 sobre o próprio Beşiktaş. Sua estadia na equipe de Istambul foi a mais razoável desde os tempos em que ainda se mostrava um goleador, rendendo negociação com o Paris Saint-Germain - inicialmente, por empréstimo.
O PSG, por sua vez, anteriormente aos investimentos do Qatar, ainda era visto como clube decadente naquele ano. O sérvio tampouco fez sucesso na Ligue 1; passou a temporada 2008-09 emprestado ao Zenit e teve seu contrato com os parisienses rescindido em novembro de 2010, após somente duas partidas na temporada 2010-11. Sem ele, a Sérvia pôde classificar-se à Copa do Mundo FIFA de 2010, não vindo Kežman a receber oportunidades de última hora na convocação final.
Kežman seguiu carreira em 2011 inicialmente no futebol de Hong Kong até acertar em agosto com o BATE Borisov para voltar a jogar a Liga dos Campeões da UEFA pela equipe então dominante na Bielorrússia. Embora declarasse que a Copa da Ásia fosse o "pior torneio" que havia jogado, havia se declarado feliz pela vida levada em Hong Kong, onde defendia o South China.
Veio a regressar ao South China em janeiro de 2012 apenas para despedir-se propriamente, parando ali definitivamente de jogar.

## Títulos
Partizan
- Campeonato Servo-Montenegrino: 1998–99

PSV
- Supercopa dos Países Baixos: 2000, 2001 e 2003
- Eredivisie: 2000–01 e 2002–03

Chelsea
- Premier League: 2004–05
- Copa da Liga Inglesa: 2004–05

Fenerbahçe
- Süper Lig: 2006–07
- Supercopa da Turquia: 2007

Paris Saint-Germain
- Copa da França: 2009–10

South China
- Copa FA de Hong Kong: 2010–11

BATE Borisov
- Vysshaya Liga: 2011